# NGC 854
 NGC 854 ist eine Balken-Spiralgalaxie mit ausgedehnten Sternentstehungsgebieten vom Hubble-Typ SBc im Sternbild Fornax am Südsternhimmel. Sie ist schätzungsweise 275 Millionen Lichtjahre von der Milchstraße entfernt und hat einen Durchmesser von etwa 145.000 Lj.
Das Objekt wurde am 1. September 1834 von John Herschel entdeckt.